# Lorenzo Colombo
Lorenzo Colombo (ur. 8 marca 2002 w Vimercate) – włoski piłkarz występujący na pozycji napastnika we włoskim klubie Monza oraz w reprezentacji Włoch do lat 21. Wychowanek Milanu, w trakcie swojej kariery grał także w Cremonese, SPAL, Lecce.